# 計算
計算（けいさん）とは、与えられた情報をもとに、命題に従って演繹することである。計算に使用される手続きはアルゴリズムと呼ばれる。計算を行う装置や機械は、計算機という。対人関係において、戦略をアルゴリズムとして状況を有利に運ぶことも時に「計算」と表現される。

## calculation vs. computation
calculation と computation は日本語ではともに「計算」と訳されるが、calculate は（算術的な）数式に対して演算や許された操作を施すことを意味する一方、compute は複数のものや手段を組み合わせて結果を得ることである:31。したがってとくに、calculator は計算補助具としての簡易な（算術的）計算機、computer は（大規模）集積を伴う（論理的）計算機をそれぞれ示すものである。

### calculation
ラテン語の "calx"（石灰）を語源とし、石灰質の小石がアバカスの玉に用いられていたことに由来。Calculus（微分積分学）も同語源。

### computation
ラテン語に由来: "com-"（共に）+"putare"（計算）